# Francesco Brusoni
Francesco Brusoni (Legnago, tra il 1465 e il 1470 – Legnago, prima del 1536) è stato un poeta e umanista italiano che scriveva in latino.

## Biografia
Fu uno degli allievi di Enrico Merlo a Legnago.
Fu precettore presso diverse città, finché nel 1507 fu chiamato a insegnare a Rovigo, città della quale divenne anche cittadino onorario. A causa però di una fazione avversa, fu costretto a rinunciare all'incarico intorno al 1511 o 1512.
Continuò il suo girovagare come precettore presso varie città, finché fu chiamato come rettore presso la scuola pubblica di Este nel 1521; nel 1522 però dovette rinunciare anche a questo incarico.
Prima del 1525 fu insignito dei titoli di poeta laureato e conte palatino.
Negli ultimi anni della sua vita visse a Legnago, dove morì e fu sepolto nella chiesa di Santa Maria, sotto il gradino dell'altare di San Biagio.

## Opere
Del 1502 è l'unica opera in italiano di Francesco Brusoni di cui si ha notizia: i Capitoli dedicati al marchese di Mantova, nei quali il poeta chiedeva di essere nominato lettore pubblico presso la città, dove però non insegnò mai. L'opera è andata persa.
Nel 1505 scrisse alcuni versi dedicandoli all'amico Geronimo Atestino, il quale li pubblicò a Venezia come prefazione alla propria opera Libellus de gestiis Atestinorum (Libretto sulle gesta degli atesini); il ringraziamento all'amico era presumibilmente dovuto all'ispirazione che il Brusoni trasse dal Libellus per scrivere la sua opera principale.
Questa è il De origine urbis Rhodiginae totiusque Paeninsulae (Origine della città di Rovigo e di tutto il Polesine), un poema epico scritto tra il 1507 e il 1511, ossia nel periodo in cui il Brusoni era precettore a Rovigo. L'opera si interrompe al libro I, ossia all'origine della sola Rovigo, lasciata incompiuta dopo la partenza obbligata dalla città polesana. Il testo fu pubblicato postumo a Treviso, nel 1589 da A. Mazzolinus, capostipite del casato Mazzoleni di Treviso.
Nel 1511 a Mantova il Brusoni pubblicò il Diphilus, un dialogo satirico di cui però non si sa nulla. Altri versi scritti nel 1525 e dedicati all'astrologo Luca Gaurico appaiono in un Almanach perpetuum di Abramo Zacuto, pubblicato a Venezia. Altre opere perdute di Francesco Brusoni sono il Prognosticon mirabile, diis auspicibus, faventibus fatis, duce virtute et fortuna comite, un poema di astronomia o astrologia, e la Sylva in laudem prudentissimi S.P.Q. Bellunensis.

### De origine urbis Rhodiginae
L'opera principale di Francesco Brusoni è un poema in esametri; racconta la leggendaria fondazione di Rovigo da parte di un gruppo di esuli che migrano da un'Adria decadente, in modo simile all'Eneide nella quale si racconta di come Roma sia stata fondata da un gruppo di esuli Troiani. L'opera è divisa in tre parti, non distinte ma che si intrecciano tra loro.
La prima parte narra lo splendore di Adria, dall'origine etrusca fino alla fioritura durante l'Impero Romano; in questo segue Plinio il Vecchio o forse Annio Viterbense, che all'epoca ancora non si sapeva essere un falso.
La seconda parte narra la rovina di Adria; secondo il Brusoni, la rovina non fu causata da guerre o terremoti bensì dalla violenza del Po. In questa parte il poeta fa un approfondimento sul Po e sugli altri fiumi intorno ad Adria, seguendo le stesse fonti del Boccaccio per il suo De montibus, le quali saranno usate anche da Carlo Silvestri per le sue Paludi Adriane nel secolo XVIII.
Nella terza parte, la più ampia e originale, è raccontata la leggendaria origine di Rovigo. San Pietro appare in sogno al vescovo Paolo di Adria e gli raccomanda di andare da papa Giovanni X e, dopo aver ricevuto la sua bolla pontificia, di esortare gli adriesi che lo desiderano a raggiungere la terra che produce le rose. In questa parte il vescovo Paolo è chiamato "pio" e "duce", allo stesso modo in cui Enea è chiamato nell'Eneide. Il Brusoni segue le famose paretimologie, nate in quel periodo, che vogliono Rodigium (Rovigo) derivare dal greco ῥόδον (rhódon, rosa) e Policinum (Polesine) da Paeninsula (penisola).
Dopo aver messo in versi la bolla papale Pietro profetizza la grandezza di Rovigo, che sarà famosa per gli studi di diritto, di medicina, dei dogmi e di grammatica e diventerà capoluogo della magnifica terra del Polesine.
L'opera si interrompe al primo libro e rimase manoscritta; nel 1589 fra Sisto Sandolino da Udine trovò il manoscritto a Padova e lo fece pubblicare a Treviso, dedicandolo a Gerolamo Bonifacio.
A lungo si disse che il De origine fosse un plagio del Carmen de Hadria civitate di Gian Pietro Ferretti, anche se in realtà in pochi lessero i versi manoscritti del Ferretti e in molti scrissero "si dice che sia un plagio"; in realtà è vero il contrario, fu il Ferretti a rimaneggiare il poema del Brusoni e trarne il suo carmen. Nel secolo XVIII Girolamo Silvestri tentò una collazione tra l'editio princeps del 1589 e il manoscritto del Ferretti, ma il suo studio è rimasto incompiuto.

### Prognosticon mirabile
Di questo poema conosciamo solo l'incipit: "Praeterita antiqui cecinerunt omnia vates". Brusoni dedica l'opera al figlio Livio Francesco e gli insegna i segreti delle scienze delle stelle. Si dice che un manoscritto di quest'opera si trovi nella biblioteca Saibante di Verona. Si dice anche che fu pubblicato a Venezia nel 1573, ma nessuna copia di questo volume è stata trovata.